# Leptasterias alaskensis
Leptasterias alaskensis är en sjöstjärneart som först beskrevs av Addison Emery Verrill 1909.  Leptasterias alaskensis ingår i släktet Leptasterias och familjen trollsjöstjärnor.

## Underarter
Arten delas in i följande underarter:
- L. a. multispina
- L. a. asiatica
- L. a. alaskensis